# Префектура Самос
Префектура Самос (грч.  - Nomos Samos) је некадашња управна област у периферији Северни Егеј на крајњем истоку Грчке. Она је обухватала два значајна острва, веће и истоимено Самос и мање Икарија, као и неколико мањих острва у близини (од њих значајно је острвље Фурни). Управно средиште и најважније место префектуре био је град Вати на Самосу.
2011. године префектура је укинута и подељена на два округа: Округ Самос и Округ Икарију.

## Природне одлике
Префектура Самос била је једна од острвских префектура Грчке. Највећи део префектуре (око 95% површине) чинила су два значајна острва - Самос и Икарија. Оба острва припадају севеној групи Егејских острва. Острва су планинска.
Клима у некадашњој префектури је у приморским деловима средоземна са топлим и дугим летима и благим и кишовитим зимама. На већим висинама у унутрашњости острва она има нешто оштрију варијанту.

## Становништво
Главно становништво некадашње префектуре Самос су Грци. ОКо 75% становништва живи на Самосу, а 20% на Икарији.